# 逆川ダム
逆川ダム（さかせがわダム）は、栃木県日光市、利根川水系逆川（さかせがわ）に建設されたダム。高さ18.2メートルのアースダムで、東京電力リニューアブルパワーの発電用ダムである。同社の発電用ダム・黒部ダムで取り入れた水を一時的に貯え、同社の水力発電所・鬼怒川発電所へ送水し、最大12万7,000キロワットの電力を発生する。

## 歴史
1911年（明治44年）、鬼怒川水力電気は鬼怒川温泉街付近で下滝発電所（現・東京電力鬼怒川発電所）の建設に着手した。黒部ダム・逆川ダムという2基のダムを伴うものであり、前者は水不足への備えとして、後者は出力調整用としての目的を有している。
逆川ダムは、川治温泉街付近で鬼怒川へ合流する逆川の上流に建設された発電用アースダムである。日本の発電用アースダムとしては東京電灯八ツ沢発電所の大野ダム（山梨県上野原市）が初見であり、逆川ダムはこれに続く2例目となるものであった。内部にコンクリート製のコア（遮水壁、心壁）を持っている。一方の黒部ダムは川治温泉から鬼怒川を上流へとたどった先の黒部地点に建設された、日本の発電用ダムとしては初のコンクリートダムである。
下滝発電所の建設工事は1912年（大正元年）12月に竣工（しゅんこう）し、1913年（大正2年）1月から東京市電気局への送電を開始した。戦後は東京電力が継承し、再開発によって下滝発電所は名称を鬼怒川発電所へと改め再出発した。2020年（令和2年）4月、東京電力ホールディングスから子会社の東京電力リニューアブルパワーに移管された。

## 周辺
逆川ダムは、川治温泉付近で鬼怒川へ合流する逆川の上流に位置する。鬼怒川温泉街から国道121号を北へと進むと、川治温泉の手前で栃木県道23号川俣温泉川治線が分岐している。このあたりから逆川に沿って上流へと延びる道がある。
黒部ダムから送水された水は逆川ダムの左岸に流入している。黒部ダムからの水路は2ルートあり、それぞれ異なる軌跡をたどって逆川ダムに注ぐ。水は一時的に貯えられたのち、右岸の取水口から流出し、鬼怒川発電所に至る。

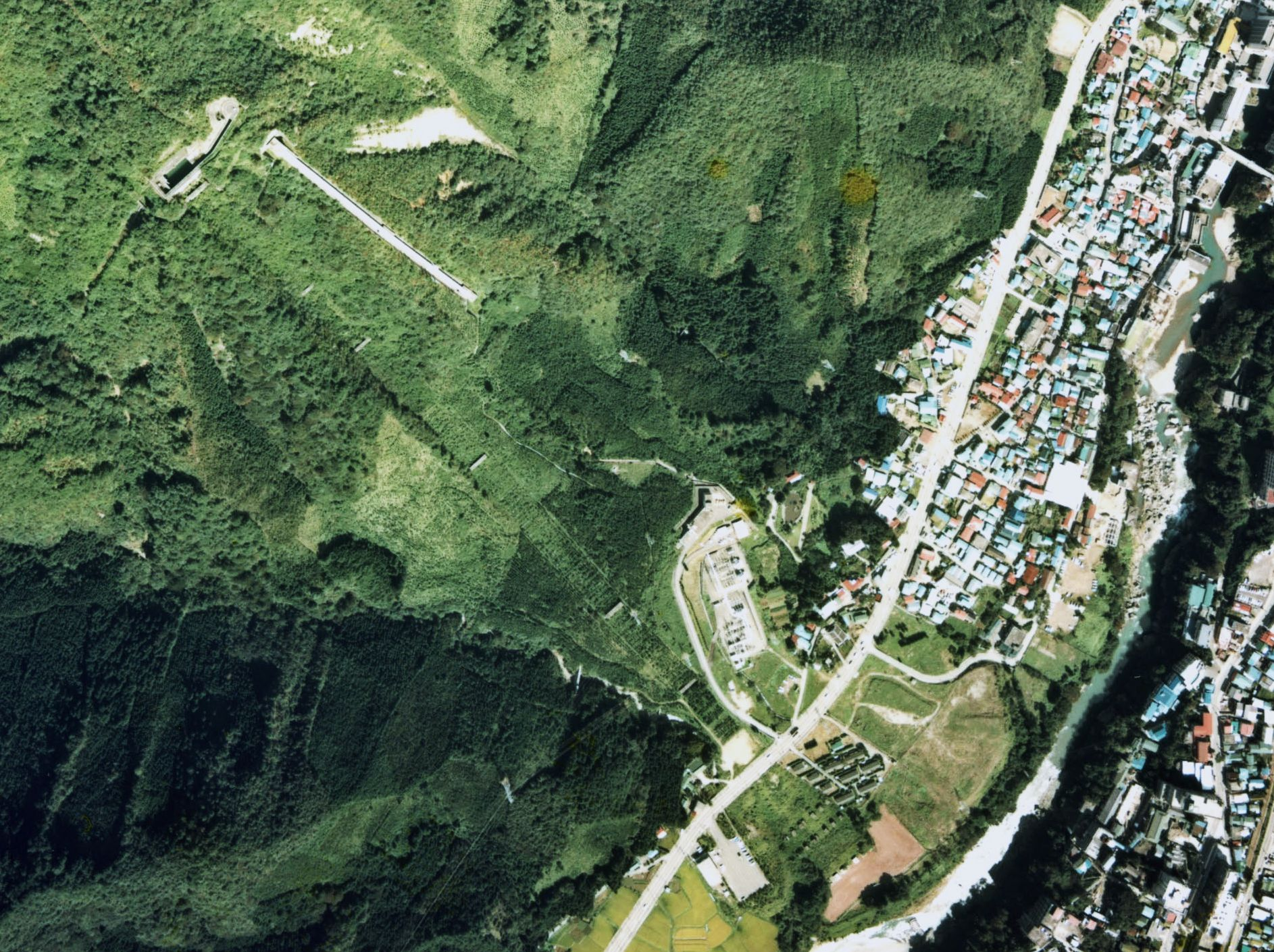
鬼怒川発電所
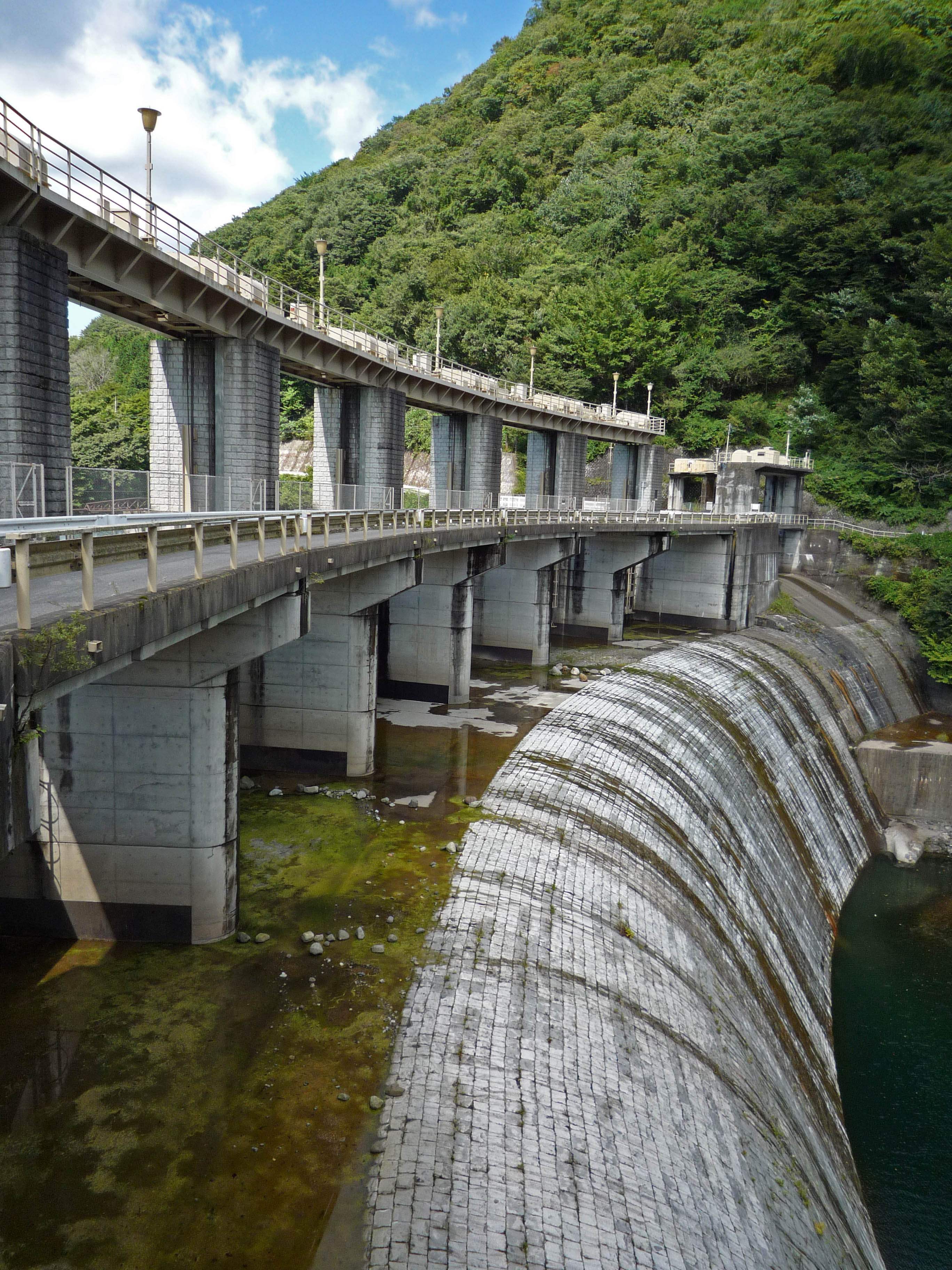
黒部ダム